# 다카주

다카주

다카주(벵골어: ঢাকা বিভাগ)는 방글라데시 중부에 위치한 주로 주도는 방글라데시의 수도인 다카이며 면적은 20,593.74km2, 인구는 36,054,418명(2011년 기준)이다.
북쪽으로는 마이멘싱주, 남쪽으로는 바리살주와 치타공주, 동쪽으로는 실렛주, 서쪽으로는 라지샤히주, 쿨나주와 접한다. 2015년 9월 14일에 마이멘싱주가 다카주에서 분리되어 신설되었다. 13개 구(다카구, 파리드푸르구, 가지푸르구, 고팔간지구, 키쇼레간지구, 마다리푸르구, 마니크간지구, 문시간지구, 나라양간지구, 나르싱디구, 라지바리구, 샤리아트푸르구, 탕가일구)를 관할한다.